# Junípero Serra
Junípero Serra Ferrer O.F.M. (Petra, Mallorca; 24 de noviembre de 1713-Monterrey, Alta California; 28 de agosto de 1784), bautizado como Miguel José Serra Ferrer y más conocido tradicionalmente como fray Junípero Serra, fue un fraile franciscano español. Profesor, doctor en filosofía y teología, abandonó la cátedra y se trasladó a América, donde fundó nueve misiones españolas en la Alta California, y presidió otras quince.
Fue beatificado por el papa san Juan Pablo II el 28 de septiembre de 1988, y el 23 de septiembre de 2015 fue canonizado por el papa Francisco, en la ciudad de Washington D. C. A partir de ese momento es también conocido por muchos católicos como san Junípero Serra.
En calidad de padre presidente fundó una serie de misiones y atendió a la fundación de otras, con un total entre ambas de nueve misiones. La primera de las misiones fundadas por él fue la de San Diego de Alcalá el 16 de julio de 1769; la misión se encuentra dentro del actual término municipal de San Diego. Estableció su sede central la Misión de San Carlos Borromeo de Carmelo, fundada por él en 1770.
En julio de 1771 fundó la Misión de San Antonio de Padua y en agosto la de San Gabriel, esta última en el actual área metropolitana de Los Ángeles. El 1 de septiembre de 1772 fundó la Misión de San Luis Obispo de Tolosa. También tuvo participación en la fundación de la Misión de San Juan Capistrano en 1776 y en la de San Buenaventura en 1782. Se sabe que visitó las misiones de Santa Clara de Asís y de San Francisco de Asís, esta última en la localidad de San Francisco.
Las misiones fueron primordialmente creadas para evangelizar a los nativos. Otro objetivo fue la integración de las personas en la sociedad española y su capacitación para asumir la propiedad y gestión de la tierra. Como cabeza de la Orden en California, Serra no solamente lidió con cargos religiosos, sino también con otras autoridades españolas en Ciudad de México y con los oficiales militares locales que mandaban las guarniciones cercanas.

## Biografía

### Estudios
Nació el 24 de noviembre de 1713 en Petra (Mallorca), pueblo de canteros y labradores, del matrimonio formado por Antonio Serra y Margarita Ferrer. Su nombre de bautismo era Miguel José.
Sus padres eran analfabetos, pero ingresaron a su hijo en la escuela del convento franciscano de San Bernardino en Petra, y de ahí partió a ampliar estudios en el convento de San Francisco de Palma de Mallorca. A los dieciséis años se hace fraile y toma por nombre Junípero, en honor a uno de los primeros  compañeros de san Francisco de Asís. Su interés por la filosofía se vio alimentado por Ramon Llull. Se dedicó a la docencia de filosofía de 1740 a 1743 en el convento de San Francisco, y luego ocupó la cátedra de Teología Escotista en la Universidad Luliana.

### Apostolado

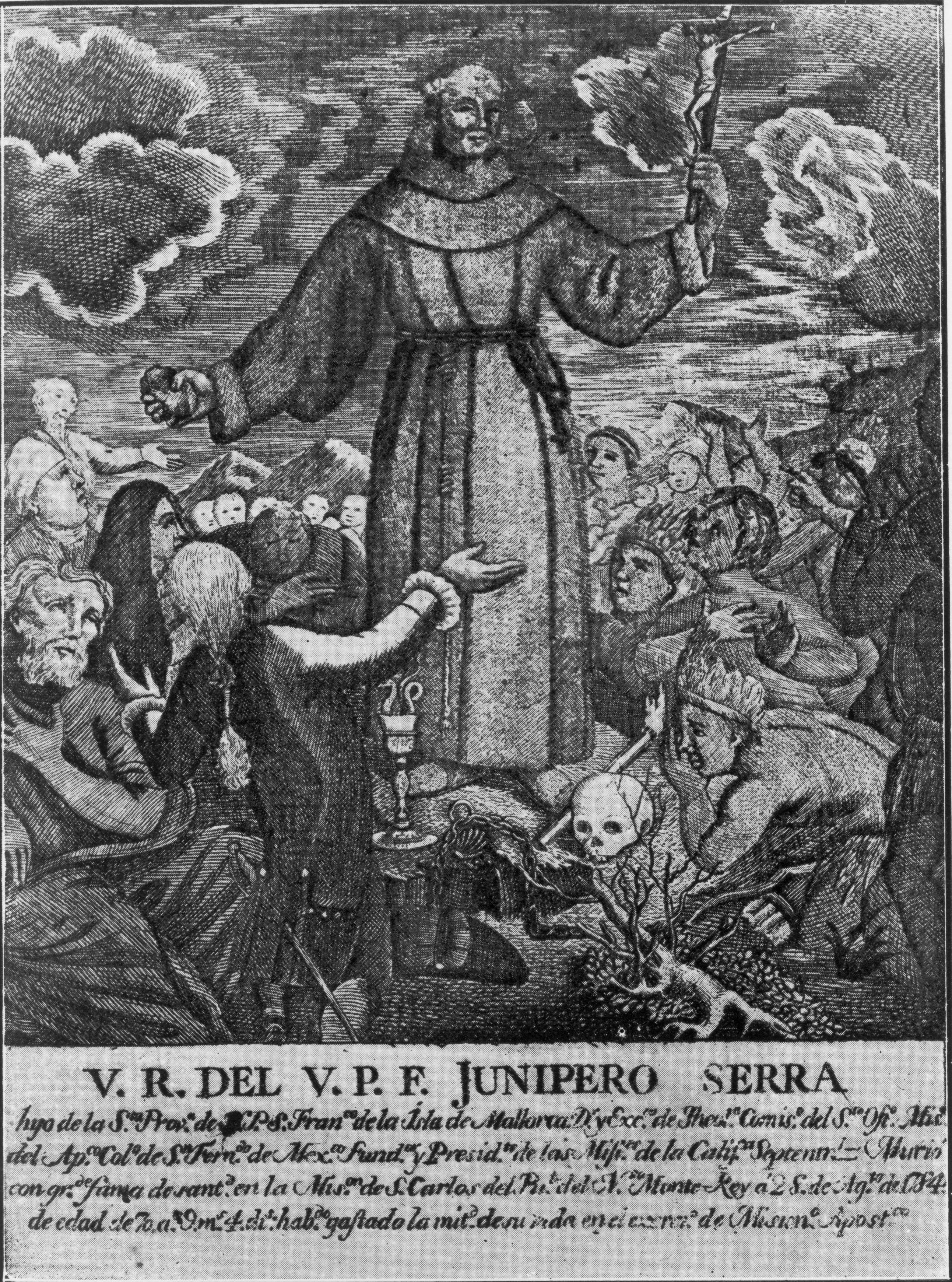
Ilustración publicada en la obra Relación histórica de la vida y apostólicas tareas del venerable padre Fray Junipero Serra, escrita por fray Francisco Palou en 1787.

Junto a su amigo, el padre Francisco Palou, embarcó el 13 de abril de 1749 rumbo a Málaga y después a Cádiz, sin embargo las demoras logísticas y burocráticas les hicieron esperar 8 meses antes del viaje.
En 1749, junto con veinte misioneros franciscanos partió hacia el Virreinato de la Nueva España, que se convertiría posteriormente en el actual México. Hicieron escala en Puerto Rico, donde aprovecharon para predicar entre los nativos. En la travesía hacia Nueva España el barco estuvo a punto de naufragar, pero llegaron finalmente al puerto de Veracruz el 7 de diciembre de 1749.
Mientras sus acompañantes seguían su camino hacia Ciudad de México en carruajes, fray Junípero y un religioso andaluz decidieron hacer el camino a pie, con un recorrido de 500 kilómetros. A raíz de ese viaje contrajo una dolencia en una pierna que le acompañó el resto de sus días.
Impulsó su labor misional desde el Colegio de Misioneros de San Fernando de la capital de México. En seis meses recibió la aprobación del virrey para iniciar una misión en Sierra Gorda, un territorio montañoso donde ya habían fracasado algunos franciscanos. Si bien todas las misiones trataban del fomento del cristianismo, en el caso de Serra las actuaciones materiales de subsistencia, como la ganadería y la agricultura, eran también un vínculo imprescindible de los hombres con Dios. En las misiones, Serra también educó a los amerindios en diversas áreas del saber y levantó iglesias.
El primer destino de fray Junípero fue Santiago Xalpan (hoy Jalpan de Serra) en la Sierra Gorda, en el actual Querétaro, donde permaneció nueve años dedicado a convertir a los indígenas pames de la zona, al tiempo que les enseñaba los rudimentos de la agricultura, de la ganadería de tiro y de labor, así como a hilar y tejer.
El siguiente destino de fray Junípero debería haber sido el inhóspito territorio apache, en el río San Sabá, afluente del Colorado, en Texas. Sin embargo, la muerte del virrey detuvo la salida del grupo misionero hacia aquellas tierras, por lo que el fraile tuvo que esperar en la Ciudad de México por espacio de varios años antes de recibir su siguiente destino misional. Desde el colegio misional de San Fernando atendía diversas misiones de Nueva España, hacía de maestro de novicios y tenía un cargo de comisario de la Inquisición.

### En California
En 1767, Carlos III decretó, mediante la Pragmática Sanción de 1767, la expulsión de los jesuitas de todos los dominios de la corona, lo que incluía al Virreinato de Nueva España. Esta expulsión se debió a la sospecha de que esta orden religiosa intentaba interferir en asuntos de Estado.
Los jesuitas, que atendían la población indígena y europea de las Californias, fueron sustituidos por 16 misioneros de la orden de los franciscanos encabezados por fray Junípero. La comitiva salió de Ciudad de México el 14 de julio de 1767 y embarcó por el puerto de San Blas rumbo a la península de Baja California. Tras una corta travesía arribaron a Loreto, sede de la Misión de Nuestra Señora de Loreto, que es considerada la madre de las misiones de la Alta California y la Baja California.
Una vez que llegó la comitiva a la península, determinaron seguir explorando la Alta California para llevar el Evangelio a la población indígena. También les enseñó a cultivar y a realizar diferentes artesanías de arcilla ya que, al contrario de la población del centro de la Nueva España, no conocían la agricultura y su alimentación se limitaba a la recolección de frutas y raíces silvestres, bellotas, la cacería de venados, alces, conejos y la pesca. No acostumbraban usar la vestimenta y para protegerse del frío cubrían sus cuerpos con pieles de venado, plumas, capas de piel de nutria y barro.
Las costas de California habían sido exploradas y cartografiadas en 1542-1543 por Juan Rodríguez Cabrillo quien, partiendo desde el puerto de Colima, recorrió la península de la Baja California en dirección norte encontrando la bahía de San Diego, para a continuación dirigirse a la zona de Los Ángeles y Santa Mónica. Aunque España había tomado posesión de la costa del Pacífico, que era parte del Imperio, las posesiones francesas de la Luisiana y las colonias inglesas en América podían suponer una amenaza para la hegemonía española. En el extremo norte la expedición rusa de Vitus Bering descubre en 1741 un paso entre el país eslavo y Alaska, zona que resultó rentable por el comercio de pieles. Era fundamental para España, entonces, ir intensificando la colonización hacia el norte.

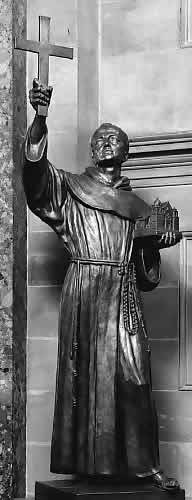
Fray Junípero Serra. Escultura en el Salón Nacional de las Estatuas de Estados Unidos.

El Visitador General José de Gálvez promovió la ocupación de la Alta California. Entre el 31 de octubre de 1768 y el 10 de enero de 1769, Gálvez y Junípero Serra sopesaron minuciosamente todos los aspectos de cuatro expediciones que serían proyectadas. Las tres primeras tendrían lugar a comienzos de 1769. La cuarta tendría lugar por tierra. Estaría mandada por el explorador Gaspar de Portolá y llevaría a Junípero como capellán y diarista. La marcha se inició el 28 de marzo de 1769 con una comitiva con ganado vacuno, porcino y equino. Al llegar a la bahía de San Diego encontraron a los buques San Carlos y San Antonio fondeados, que habían llegado antes que ellos. Fundaría allí la Misión de San Diego de Alcalá el 16 de julio de 1769.
El 3 de junio se erigió la Misión de San Carlos de Borromeo. En julio de 1771 se establecía la Misión de San Antonio de Padua y en agosto la de San Gabriel, que se encuentra en la actual área metropolitana de Los Ángeles. El 1 de septiembre de 1772 fundaba la misión de San Luis Obispo de Tolosa.
En agosto de 1770 Pedro Fages sustituyó a Portolá en la jefatura de los asentamientos californianos. Serra consideró que la orden sufría por parte de Fages una opresión creciente y, como el gobernador controlaba el correo, decidió ir él mismo a Ciudad de México a hablar con el virrey. Sufrió fatigas que le dejaron postrado en Guadalajara y Querétaro pero finalmente en 1773 llega al Colegio de San Fernando. Redactará un informe para el virrey Bucareli. Este texto será la Representación sobre la conquista temporal y espiritual de la Alta California, conocido también como Representación de 1773, y ha sido calificado como una Carta de Derechos de los indios. Pedía que la responsabilidad sobre el gobierno de esos indios bautizados recayera en los misioneros. Pedirá la destitución de Pedro Fages como gobernador y su reemplazo por el sargento José Francisco Ortega, aunque a causa del bajo rango de Francisco no se optará por él, Pedro Fages fue sustituido por Fernando Rivera y Moncada, que no llegará hasta 1774, y Francisco Ortega será ascendido a teniente y nombrado alcaide del presidio de San Diego de 1773 a 1781.
Salió de la Ciudad de México en septiembre de 1773 y tomó la fragata Santiago hacia San Diego, llegando el 13 de marzo de 1774. El 22 llegó a la misión de San Gabriel el capitán Juan Bautista de Anza con una partida, inaugurando así una ruta terrestre entre Sonora y California, que había sido recomendada por Serra al Virrey.
Luego de visitar San Gabriel, San Luis y San Antonio, Junípero entraba en su residencia del Carmelo a primeros de mayo de 1774.  Fernando de Rivera y Moncada, nombrado recientemente Gobernador, se presentó en Monterrey (villa española que era la capital en esa época de la Alta California y cuyo nombre completo era San Carlos del Monte Rey) el 23 del citado mes. El 4 de noviembre de 1775 los indígenas asaltarían la misión de San Diego y la destruirían, matando a algunos, como a fray Lluís Jaume.
Todas las misiones que los españoles iban fundando estaban unidas por una ruta conocida como Camino Real. Su amigo Palou, junto con Pedro Cambón, fundaron en 1776 la Misión de San Francisco de Asís. En 1777 fray Junípero visitaría la Misión de San Francisco y la de Santa Clara de Asís, fundada en enero de ese año. Fray Junípero también estaría vinculado a la fundación de la Misión de San Juan Capistrano en 1776 y atendió también a la fundación de la Misión de San Buenaventura en 1782, esta última situada en la localidad californiana de Ventura.

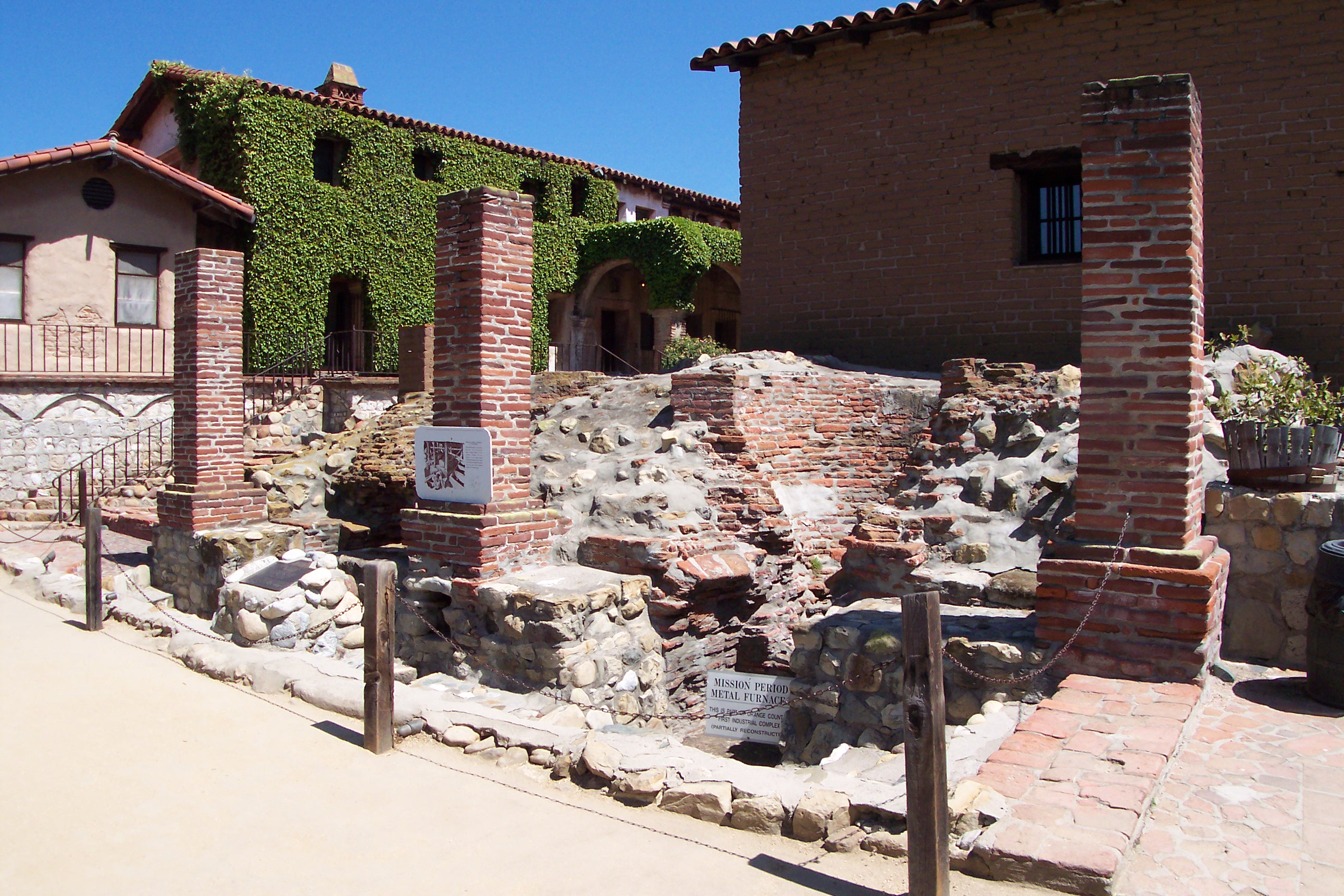
Ruinas de la forja catalana en la Misión de San Juan Capistrano, California

Junípero Serra y sus colaboradores siguieron la línea de acción establecida durante su estancia en la Sierra Gorda de Querétaro. Cuando llegaban a un lugar conveniente, levantaban una capilla, unas cabañas para residencia de los frailes y un pequeño fuerte protector contra posibles ataques. Acogían a los indígenas que se aproximaban movidos por la curiosidad y, una vez ganada su confianza, les invitaban a establecerse en las proximidades de la misión.
Allí, al mismo tiempo que catequizaban a los indígenas, los misioneros les enseñaban nociones de agricultura, ganadería y albañilería, les proporcionaban semillas y animales y les asesoraban en el trabajo de la tierra. Algunos de ellos aprendieron también las técnicas de la carpintería, la albañilería o la herrería, como puede verse en las ruinas de una forja catalana que todavía existen en la Misión de San Juan Capistrano. Las mujeres recibían adiestramiento en las labores de cocina, costura y confección de tejidos. El cambio de vida afectó asimismo a la cultura y religión indígenas dando lugar a un sincretismo que perdura hasta nuestros días.
Falleció en la Misión de San Carlos Borromeo (Monterrey, California), el 28 de agosto de 1784. Sus restos descansan en la Basílica de la Misión de San Carlos Borromeo, misión que él mismo fundó.

## Repercusión
Es el único español que tiene una estatua en Salón Nacional de las Estatuas situado en el Capitolio, donde reside el poder legislativo de los Estados Unidos, y lugar donde están representados los personajes más ilustres de esa nación. Cada Estado federado del país únicamente tiene derecho a proponer dos nombres de personajes ilustres a quienes se les inmortalizará con un monumento. La estatua de fray Junípero está en el pasillo principal y fue propuesta por el estado de California.
Asimismo, a él se le debe la denominación científica de las coníferas arbustivas o juníperos, popularmente conocidos como enebros debido a la gran cantidad de subespecies descubiertas durante su participación en la exploración y conquista del territorio de California.
Estados Unidos le dedicó a fray Junípero una estampilla postal de 44 centavos de dólar en 1986. En España se le han dedicado 3 sellos: uno de 2 pesetas en 1963, otro de 40 pesetas en 1984 y otro de 92 céntimos de euro en 2013.
Sin embargo, México, el país donde desarrolló la mayor parte de su misión de ayuda a los pueblos indígenas, cuenta con pocos testimonios visibles u homenajes a su memoria pues este apenas aparece en los libros de texto, y en el Museo Regional de Querétaro, en Santiago de Querétaro, así como en estatuas. En 1992, el gobierno del estado de Querétaro, editó una serie de carteles impresos en serigrafía por TPGmorelia sobre las misiones de la Sierra Gorda, que fueron exhibidos en el pabellón del Vaticano en la Feria Universal de Sevilla, en un homenaje conjunto a fray Junípero Serra, con el gobierno de California. Los carteles han sido expuestos, como parte de colecciones de carteles mexicanos, en más de 25 países.
Se pueden destacar la estatua que le fue erigida, junto con otras más en homenaje a los fundadores de la ciudad, en la conocida «Plaza de los Fundadores» a las afueras de Templo de la Santa Cruz, en Querétaro, resaltando más que nada su labor en las diversas misiones de la Sierra Gorda, y la estatua colocada por el Club Serra en un jardín a un lado de la nueva Basílica de Guadalupe. Incluso así, el padre Serra fue conmemorado en una biografía de la serie Vidas mexicanas (Cf. Fr. Junipero Serra. Civilizador de las Californias.  México: Ediciones Xochitl, 1943).
Fue además un promotor de la colonización de la Alta California, territorio de Nueva España (luego México), que más tarde el gobierno mexicano independiente perdió ante Estados Unidos por el Tratado de Guadalupe Hidalgo.
En 2013, 300 aniversario del nacimiento de fray Junípero, los Príncipes de Asturias visitaron la misión del Carmel en Monterrey, y también se dirigieron a la Misión de San Carlos Borromeo de Carmelo para dejar una ofrenda floral en su tumba. El gobierno de España y de Estados Unidos realizaron una serie de actos conmemorativos por el tercer centenario.
La casa de Petra de fray Junípero es hoy un museo dedicado a su figura. Existen, además, asociaciones encargadas de honrar su figura, como la Asociación de Amigos de Fray Junípero Serra, fundada en 1955, o la Fundación Junípero Serra, creada en 2002.
En 2018, el productor de dibujos animados Pedro Alonso Pablos realizó un mediometraje de animación dedicado a la vida y obra de fray Junípero titulado La llamada de Junípero, y aunque la Iglesia católica no tuvo intervención durante el proceso de creación del filme, la visión que ofrece la película sobre el religioso es coincidente con la de la Iglesia.

### Beatificación
El 14 de septiembre de 1987 el papa Juan Pablo II tuvo un encuentro con los indios de Phoenix en Arizona, donde alabó los esfuerzos de Serra para proteger a los indios de la explotación, y el 17 de septiembre visitó la tumba del fraile en la Misión de San Carlos Borromeo, recordando la Representación de Serra en 1773 en favor de los indios californianos. Juan Pablo dijo que fray Junípero y sus misioneros compartían la creencia de que «el Evangelio es un asunto de vida y de salvación. Ellos estimaban que al ofrecer a Jesucristo a la gente, estaban haciendo algo de un valor, importancia y dignidad inmenso» y que esta convicción los sostenía «frente a cualquier vicisitud, desazón y oposición».
Así, Juan Pablo II lo beatificó el 25 de septiembre de 1988.

### Canonización
Está ampliamente aceptado que Serra era apreciado por los indios entre los que vivió, y que no fue un conquistador o colonizador, incluso en ocasiones se enfrentó con el poder político para defender a los nativos. Aparte de dejar un importante legado que disfruta hoy el desarrollo económico estadounidense. Sin embargo, el anuncio de esta canonización molestó a algunas asociaciones que pretenden representar a los nativos de California, que llegaron a acusar al misionero de haber traído consigo enfermedades y torturas entre otros hechos. Por su parte Steven Hackel, profesor de Historia de la Universidad de California, consideró a Junípero Serra como un personaje “extraordinario” que rivalizaría con Washington o Jefferson en importancia a la hora de explicar a los EE. UU. 
Por fin, el 23 de septiembre de 2015 fue canonizado por el papa Francisco, en la ciudad de Washington D. C., por lo que es el segundo santo nativo de las Islas Baleares, después de santa Catalina Tomás. Fue mediante una «canonización equivalente», es decir, sin la necesidad de aprobar un milagro y debido a la probada veneración popular. También se lo incluye entre los santos de Estados Unidos y México.

### Ofensas
Además de las protestas en contra de su canonización, en 2017 y 2020 hubo varios actos de vandalismo contra la escultura del fraile, que llevaron incluso al derribo de la misma. Asimismo, la dirección de la Universidad de Stanford «retiró la calle dedicada al santo mallorquín tras la protesta de los nativos de California, pero la universidad mantiene el nombre del gobernador que masacró a los indígenas».
Respecto a las ofensas que está recibiendo la memoria de este insigne personaje, la profesora Elvira Roca Barea escribe:

«Fray Junípero es un símbolo que se puede ofender porque la gente para la que fray Junípero tendría que ser un símbolo intocable se deja ofender, porque no tiene amor propio ni autoestima ni élites eficaces que se ocupen de mantener ambos. Clamoroso silencio es el del gobierno autónomo balear, perdido en su propio pasmo identitario, que no se reconoce en este hijo universal, español, católico, monje, californiano, novohispano, mexicano...».
Fracasología., Elvira Roca Barea